# You (장덕의 노래)
<나의 공주님>은  대한민국의 여성 싱어송라이터 장덕에 의해 작사 · 작곡된 곡이다. 장덕의 다섯번째 정규 음반 《예정된 시간을 위해》의 B면 2번 트랙으로 발표되었다.